# Adam Warlock
 (janvier 2022).
Si vous disposez d'ouvrages ou d'articles de référence ou si vous connaissez des sites web de qualité traitant du thème abordé ici, merci de compléter l'article en donnant les références utiles à sa vérifiabilité et en les liant à la section « Notes et références ».
 (janvier 2022).
- Si vous ne connaissez pas le sujet, laissez ce bandeau (vous pouvez alors contacter les auteurs).
- Si vous supprimez le contenu mis en cause (vous pouvez préalablement contacter les auteurs),

argumentez précisément cette suppression dans la page de discussion
(un manque de référence n'est pas un argument ; une recherche réelle de référence doit avoir été effectuée, être formellement documentée).
Pour les articles homonymes, voir Warlock.
Adam Warlock est un super-héros évoluant dans l'univers Marvel de la maison d'édition Marvel Comics. Créé par le scénariste Stan Lee et le dessinateur Jack Kirby, puis développé de façon significative par les scénaristes Roy Thomas et Jim Starlin, le personnage de fiction apparaît pour la première fois dans le comic book Fantastic Four #66 en septembre 1967.

## Biographie du personnage et historique de la publication

### Origines
- Fantastic Four (vol. 1) #66-67 (septembre-octobre 1967), traduit en France dans Les Fantastiques no 6 (éditions Lug).
- Thor (vol. 1) #164-166 (mai-juillet 1969), traduit en France dans Thor le fils d'Odin no 4-5 (éditions Artima).

L’être nommé Adam Warlock fut la création génétique de quatre scientifiques qui s’appelaient eux-mêmes l’Enclave. Alors appelé « Lui » (« Him » en VO), Adam Warlock était le prototype d’une forme de vie humaine parfaite développée à partir de matériel génétique artificiel, que l’Enclave avait l’intention de produire en masse pour former une armée invincible pour conquérir le monde. Malheureusement, les scientifiques avaient sous-estimé la force de leur création, et après avoir quitté son « cocon », Lui détruisit la base de l’Enclave (surnommée la Ruche), tuant accidentellement un des quatre scientifiques, avant de s’échapper.
Mais son inexpérience de la vie allait lui jouer des tours. Apercevant la déesse asgardienne Sif, Lui décida naïvement d’en faire son épouse. Cela provoqua un combat contre Thor, le compagnon de Sif, devenu fou furieux. Pour échapper à la colère de Thor, Lui s'enroula dans un cocon protecteur et s'envola dans l’espace.

### Sur la Contre-Terre
- Marvel Premiere #1-2 (avril et mai 1972). En France, dans Étranges Aventures no 35.
- Warlock (vol. 1) #1-8 (août 1972 à octobre 1973). En France, dans Étranges Aventures no 40, 42, 45 et 46.
- Incredible Hulk (vol. 2) #176-178 (juin-aout 1974). En France dans Gamma no 9-10 (éditions Artima).

Lui fut recueilli par le Maître de l'évolution. Celui-ci venait à peine de créer la planète appelée Contre-Terre pour y développer une société utopique. Mais elle avait été contaminée par le mal apporté par l'Homme-Bête (en). Lui sortant de son cocon reçut alors le Joyau de l'âme de la main du Maître de l'évolution qui l'avait trouvé lors de ses pérégrinations dans l'espace. Ainsi armé Lui fut alors envoyé sur la Contre-Terre afin de combattre l'Homme-Bête. C'est alors qu'il rencontra de jeunes marginaux qui le baptisèrent Adam Warlock.
La quête d'Adam le conduisit à se battre contre diverses créatures de l'Homme-Bête. Leurs affrontements successifs furent sans effet, mais Adam Warlock devint malgré lui un gourou ce qui lui permit de mettre en place un plan bizarre et narcissique : il s'imposa comme le Dieu de la Contre-Terre. Mais ce faisant, il fut crucifié et mourut, pour ressusciter 3 jours plus tard depuis son cocon. Aidé par Hulk, il mit fin aux actions de l'Homme-Bête en le faisant régresser jusqu'au stade de loup, sa forme originelle, et la Contre-Terre fut sauvée. Adam Warlock quitta alors la Contre-Terre n'ayant plus de raison de rester sur une planète où sa mission était remplie.

### Le Mage
- Strange Tales (vol. 1) #178-181 (février à aout 1975), traduits en France dans Étranges Aventures no 54 (éditions Artima).
- Warlock (vol. 1) #9-11 (octobre 1975 à février 1976), traduits en France dans Étranges Aventures no 54-55 (éditions Artima).

Adam Warlock entra en contact avec un être maléfique connu, le Mage. Il découvrit rapidement avec horreur que le Mage était en fait une incarnation future de lui-même, complètement fou et terriblement puissant. À la tête de l'Église Universelle de la Vérité, le Mage avait plié sous son joug des milliards de formes de vies à travers le cosmos. Warlock l'affronta, mais échoua face à son vaste pouvoir. Finalement, grâce à l'aide de Pip le Troll (en), Gamora et Thanos, Warlock réussit à éliminer la ligne temporelle dans laquelle le Mage existait, effaçant ainsi de façon rétroactive son existence dans le temps.
Puis Thanos projeta Adam Warlock deux ans dans le futur, où il rencontra son « futur » mourant, se préparant à donner naissance à nouveau au Mage. Warlock absorba alors l'âme de son « futur » mourant dans la Gemme de l'âme, mettant fin à la menace de son alter-ego malfaisant. Il mourut lui-même lors d'un combat contre Thanos au côté des Vengeurs, son âme étant absorbée par son « moi » passé. Il fut brièvement ramené à la vie par Spider-Man pour mettre un terme à la menace de Thanos, qu'il transforma en statue de pierre, avant d'accéder au repos dans le monde de l'âme, puis par Elle (en) (« Her » en VO, alias Kismet) sous la forme d'une enveloppe sans âme.

### Le Gant de l'infini
L'âme de Warlock résida dans la Gemme de l'âme pendant plusieurs années, jusqu'à ce que Thanos soit ramené à la vie par la Mort elle-même. Thanos, ayant obtenu le Gant de l'Infini (un gant orné de toutes les Gemmes de l'infini), devint omnipotent, exila le Surfer d'argent et Drax le Destructeur dans le monde à l'intérieur de la Gemme de l'âme. Après avoir renvoyé les deux héros dans leurs corps physiques, l'âme de Warlock quitta la Gemme de l'âme et habita le corps d'un mort récent, qui se métamorphosa en un nouveau corps de Warlock. Il fut encore une fois décisif dans la défaite de Thanos, et à la fin obtint le Gant de l'Infini.
Warlock fut bientôt forcé de séparer les Gemmes de l'Infini entre plusieurs porteurs, les puissances cosmiques de l'univers ayant empêché les Gemmes de fonctionner ensemble après le mauvais usage qu'avait fait Thanos de leur pouvoir. Warlock garda la Gemme de l'âme, et répartit le reste parmi les membres de l'Infinity Watch (en).
La possession temporaire du Gant par Warlock eut sur lui des conséquences invisibles ; en essayant de contrôler ses émotions afin d'assumer sa divinité de la manière la plus objective possible, il exila inconsciemment toute notion de bien et de mal de son âme. En conséquence, ces aspects prirent une forme physique : la moitié maléfique devint une nouvelle incarnation du Mage, tandis que la bonne moitié devint la Déesse, auto-proclamée. Tous deux essayèrent de prendre le contrôle de l'univers et furent vaincus et exilés dans le monde de la Gemme de l'âme, où ils n'avaient aucun pouvoir et, (croyait Warlock) ne constitueraient plus de menace pour personne.
Quelques mois plus tard, Warlock fut tué (encore) par une vampire extra-terrestre appelé Rune ; l'Infinity Watch se sépara et les Gemmes disparurent dans un univers parallèle, « l'Ultraverse (en) », où Warlock réapparut. Warlock retourna finalement dans l'univers Marvel, et rencontra Thanos et les anciens membres de l'Infinity Watch en quelques occasions supplémentaires. Une mini-série lui fut consacrée quelque temps plus tard, dans laquelle il combattit le corps réanimé de Captain Mar-Vell.

### Infinity Abysset aventures ultérieures
La principale apparition de Warlock par la suite eut lieu dans la mini-série Infinity Abyss. Warlock fut retrouvé dans un asile, enfermé dans un nouveau cocon. Il fut réincarné avec un aspect légèrement différent, après qu'un clone de Thanos fut manipulé par Dragon-lune pour le ramener à la vie.
Warlock aida à empêcher une crise universelle en luttant contre les clones de Thanos, et finit par veiller sur Atleza, un être censé empêcher le cosmos de tomber dans l'Abîme infini. Il entama aussi une relation avec Gamora.
Plus tard, dans la mini-série Marvel : The End, Warlock, vivant hors du cosmos, convainquit Thanos de restaurer l'Univers Marvel après qu'il l'eut détruit en usant du pouvoir ultime, assista Thanos dans sa première quête de rédemption, et plus récemment aida Miss Hulk.

### Mini-sérieWarlock(2004)
Dans la mini-série Warlock de 2004  scénarisée par Greg Pak et illustrée par Charlie Adlard, un autre Warlock (Warlock II) fut créé par l'Enclave.
Warlock II était supposé être le sauveur de l'espèce humaine. Il serait un dieu parmi les hommes et « réparerait » le monde. Il était doté d'une sécurité installée sur sa tête (qui ressemblait à l'emplacement de la Gemme de l'âme) qui l'empêchait de s'interroger sur son rôle en tant que dieu de la Terre. Warlock II fut secouru par Janie, son concepteur. Janie s'arrangea pour arriver jusqu'à Warlock II et désactiva la sécurité. Warlock II, plongé dans la confusion par les déceptions et contradictions de la condition humaine choisit de détruire la Terre.
Tout cela, en fait, s'avéra être une illusion se déroulant dans la tête de Janie. Elle était testée par le vrai Adam Warlock. On lui avait donné une chance de voir l'humanité et de ressentir de la compassion pour celle-ci d'une façon qu'Adam Warlock ne pouvait pas comprendre la première fois qu'il sortit des laboratoires de l'Enclave. On apprit finalement que Janie était en fait le nouveau Warlock en train d'être créé. Elle émergea de son cocon à l'Enclave et parti diriger la Terre à sa manière, ayant appris des leçons utiles du Warlock original.
L'histoire entière, a priori, se situe entièrement en dehors de la continuité, la Terre y étant décrite très différente de celle apparaissant dans les autres comics Marvel.

## Pouvoirs, capacités et équipement

### Capacités
Au cours de son existence, Adam Warlock a développé une grande expérience au combat à mains nues, et il est progressivement devenu un combattant redoutable. Il est un expert en arts martiaux sans en avoir reçu un entraînement formel. Son style fait ressortir des réflexes prodigieux, une grande agilité, un sens exceptionnel du combat et une grande connaissance de l'adversaire.
C'est également un philosophe autodidacte accompli qui, grâce à son intelligence, possède la capacité naturelle d'analyser le profil de ses adversaires.
Il a un puissant sens intuitif et une conscience des autres plans d'existence et de l'univers en général (conscience cosmique). Ceci est dû en partie au fait qu'il ait eu une existence à l'extérieur de l'Univers après un édit de Master Order (en) et Lord Chaos (en). Grâce à cet édit et à plusieurs rencontres avec des êtres omnipotents, Adam Warlock est conscient des principes fondamentaux de l'Univers, à un niveau dépassant les connaissances de la plupart des mortels.

### Pouvoirs
Adam Warlock possède une force surhumaine, lui permettant de soulever (ou exercer une pression de) 10 tonnes. Quand elle est augmentée par l'énergie cosmique, il peut soulever (ou exercer une pression équivalente) jusqu'à 50 tonnes. Il possède aussi un métabolisme augmenté et endurant et des réflexes plus élevés qu'un être humain normal.
- Il possède plusieurs pouvoirs psioniques comme la télépathie et une conscience cosmique.
- Il est capable de voler à la vitesse supersonique de Mach 3 dans l'atmosphère terrestre (soit environ 3 672 km/h). Dans le vide de l'espace, il peut se déplacer plus vite que la lumière. Il peut également créer des distorsions spatiales, probablement en manipulant l'énergie cosmique qu'il absorbe naturellement.
- Il peut drainer les sources d'énergie cosmique à des fins diverses telles que la projection de rafales. Cependant, lorsque Adam Warlock était en possession de la Gemme de l'Âme, celle-ci drainait sa propre force vitale si fortement qu'elle le gênait dans sa capacité à absorber et à manipuler l'énergie cosmique.
- Il a une grande capacité de régénération. Lorsqu'il est blessé sérieusement (mentalement ou physiquement), il peut créer un cocon autour de son corps. Il entre alors dans un état proche de l'hibernation, pendant lequel son corps se régénère complètement.

### Équipement
Le Bâton karma d'Adam Warlock est une expression du pouvoir mental. Il lui permet de projeter des rafales d'énergie, d'accomplir de petites prouesses télékinésiques et de repousser des rafales dirigées vers lui. Il lui permet aussi de focaliser plus efficacement les énergies mystiques.
Sa Gemme de l'Âme est une partie d'une entité omnipotente qui se sépara en six puissants morceaux connus comme les Gemmes de l'infini. Les Gemmes de l'Infini semblent avoir une intelligence propre mais seule la Gemme de l'âme a été étudiée en détail. Elle semble avoir une personnalité malveillante, cherchant à satisfaire ses propres besoins, c'est-à-dire de nouvelles âmes à absorber dans sa réalité intérieure. La Gemme de l'âme crée une relation symbiotique avec son hôte, lui fournissant protection, soutien et pouvoir en échange de nouvelles âmes. Le Maître de l'évolution fut assez puissant pour résister à l'attrait de la Gemme, mais elle le convainquit de la donner à Adam Warlock, malgré ses dangers.
Assez étrangement, la réalité où les êtres capturés par la Gemme de l'âme se retrouvaient était un lieu de paix et de calme, où toutes les âmes capturés partageaient une conscience commune et un bien-être. Quelques âmes seulement ont réussi à quitter la Gemme pour un temps, mais jusqu'à maintenant seuls Adam Warlock, le Surfer d'argent, le Mage, Gamora et Pip le Troll (en) sont parvenus à sortir sans y retourner.
La Gemme de l'âme possède plusieurs pouvoirs propres, qu'elle partage avec l'hôte qui la porte. Ces pouvoirs sont :
- la conscience des âmes proches et de leur état émotionnel ;
- la perturbation de l'énergie psychique à l'intérieur de l'âme, pouvant causer l'inconscience, une instabilité mentale ou même la mort ;
- la projection d'énergie par de puissantes rafales ;
- l'augmentation des capacités physiques naturelles de l'hôte ;
- la collecte de l'essence des âmes en les plaçant dans sa réalité.

La Gemme peut drainer l'essence spirituelle de son hôte si elle n'est pas satisfaite. Ce transfert d'essence peut causer des troubles de la personnalité chez l'hôte, mais ils ne sont pas permanents.

## Apparitions dans d'autres médias
Sauf indication contraire, les informations mentionnées dans cette section peuvent être confirmées par la base de données cinématographiques IMDb,  présente dans la section « Liens externes ».

### Jeu vidéo
- 2024 : Marvel Rivals
- 2021 : Les Gardiens de la Galaxie

### Cinéma
Interprété par Will Poulter dans l'univers cinématographique Marvel :
- 2023 : Les Gardiens de la Galaxie Vol. 3 réalisé par James Gunn

## Publications du personnage
- Marvel Premiere #1-2 (avril-mai 1972)
- Warlock #1-8 (août 1972-octobre 1973)
- Strange Tales #178-181 (mars-juin 1975)
- Hulk #176-178 (juin-août 1974)
- Warlock #9-15 (octobre 1975-novembre 1976)
- Marvel Team-Up #55 (mars 1977)
- Avengers Annual #7 (1977)
- Marvel Two-in-One Annual #2 (1977)
- Fantasy Masterpieces #8-14 (juillet 1980-janvier 1981)
- Special Edition on Warlock #1-6 (décembre 1982-mai 1983)
- Warlock (vol. 2) #1-6 (mai-octobre 1992)
- Warlock and the Infinity Watch #1-42 (février 1992-août 1995)
- Silver Surfer / Warlock: Resurrection #1-4 (mars-juin 1993)
- Warlock Chronicles #1-8 (juillet 1993-février 1994)
- Warlock (vol. 3) #1-4 (novembre 1998-février 1999)
- Warlock (vol. 5) #1-4 (novembre 2004-février 2005)
- Annihilation: Conquest #1-6 (janvier 2008-juin 2008)
- Guardians of the Galaxy #1 (depuis juillet 2008)